# 田馬場貴裕
田馬場 貴裕（たばば たかひろ、1993年6月2日 - ）は、日本のプロレスラー、総合格闘家。本名：同じ。
'『プロレスは格闘技だ!』というコンセプトの元、自らIMPACTを主催。折原昌夫、高岩竜一、ザ・ブルーシャーク、田中稔、伊藤崇文等、強豪と対戦。

## 経歴

### 2015年
- 9月3日、Fight of the Ring 新木場大会 対 高岩竜一戦でデビュー。[2]
- 10月11日、Fight of the Ring ベースメントモンスター大会 ドラゴン・マジック戦 ダブルアームスープレックスで初勝利を上げる。[3]

### 2017年
- 3月12日 キングダムエルガイツ立川大会にて、MMAルールで1日に2試合出場し、2試合ともにTKO勝ちを収める。
- 8月20日 キングダムエルガイツ立川大会にて、プロレスリングNOAH所属 齋藤彰俊とTWFラウンドマッチで対戦するがスイクルデスで敗北。[4][5][6]

以後、全日本プロレス、ZERO1
、キャプチャー・インターナショナル、ハードヒット等へ参戦するようになる。

### 2018年
- 2月17日、IMPACT旗揚げ戦（ベースメントモンスター）メインイベントでユン・ガンチョル、武士正、徳☆正組と対戦、（パートナーは鶴巻伸洋、マスクドCoCo壱）グラップリングチームバトルにて対戦 1R1分57秒 鶴巻が３人抜きで勝利。
- 5月4日、IMPACT.2（高島平区民館）高岩竜一と対戦
- 5月27日、闘真(BumB)第1回闘真グラップリングトーナメント決勝戦でHIIを下し優勝した。
- 7月29日、TRIBELATEでは中川達彦とキックボクシングルールで対戦し、2-1判定で勝利。
- 8月19日、IMPACT.3（ベースメントモンスター） 田中稔と対戦
- 9月22日、IMPACT.4（ベースメントモンスター） 大和ヒロシと対戦

### 2019年
- 1月19日、Fight of the Ring(高島平区民館)にて、加藤茂郎と対戦し勝利、USヘビー級王座を獲得。

IMPACT.5 （高島平区民間）折原昌夫、ザ・ブルーシャーク組と対戦（パートナーは大谷譲二）。
- 4月27日、Fight of the Ring(高島平区民館)にて、新井健一郎と対戦し勝利、USヘビー級王座を初防衛。
- 4月28日、IMPACT.6 （高島平区民間）ホー・デス・ミン、大和ヒロシ、定アキラ組と対戦、（パートナーは大谷譲二、竹田光珠）。
- 7月3日、NYAN（闘道館）にて、伊藤崇文と対戦し勝利、マレンコメモリアルPWFジュニアヘビー級王座を獲得。
- 8月3日、NECO（ベースメントモンスター）にて、ザ・バラクーダーと対戦し勝利、USヘビー級王座を防衛。
- 9月21日、IMPACT.7 （ベースメントモンスター）ザ・ブルーシャーク、伊藤崇文組と対戦、（パートナーは大野翔士）。
- 11月9日、Fight of the Ring(ベースメントモンスター)にて、リッキー・フジと対戦し勝利、第9代ラテンアメリカ王座を獲得（ダブルタイトルマッチでUSヘビー級は三度目の防衛）。

IMPACT.8 （ベースメントモンスター）死神、伊藤崇文組と対戦、（パートナーは大谷譲二）。
- 12月14日、激突3&IMPACT.9（ベースメントモンスター） 塙純一、塙純白、塙由美子、塙努組と対戦、（パートナーは伊藤崇文、チェーンソー・トニー、INA）。
- 12月31日、Hプロフェスティバル（BumB）

第一部、佐野直、BONITA組と対戦し勝利、（パートナーは大和ヒロシ）。
第二部、瓦井寿也、グレート・シャケ組と対戦し、田馬場が北斗ボムで勝利（パートナーはナカタ・ユウタ）。
F.W.U.×IMPACT.10 （第三部）、ノーロープMMAマッチに挑戦し勝利（肘、頭突き、金的、サッカーボールキックありの超過激ルール）。
第四部、メインイベントで折原昌夫、ザ・ブルーシャーク組と対戦、（パートナーは塙純一）結果はアクシデントで塙が負傷しノーコンテストとなった。

### 2020年
- 1月11日、Fight of the Ring(新木場1st)にて、加藤茂郎、千葉智紹組と対戦し勝利、UWAインターコンチネンタルタッグ王座を獲得（パートナーはニンジャ・リー）。

IMPACT.11×DFC（ベースメントモンスター） 黒田哲広、菅原伊織組と対戦、（パートナーは大野翔士）。
- 2月15日、IMPACT.12×DFC（ベースメントモンスター） ザ・ブルーシャーク、KEITA in THE House＊組と対戦、（パートナーは佐野直）。

闘真(ベースメントモンスター)にて、中川達彦と対戦し勝利、第11代インターナショナル・マーシャルアーツ王座を獲得。
- 4月18日、IMPACT.13 コロナ禍の為、7月4日へ延期のbe
- 5月17日、ブランコ・シカティック追悼大会 CHAKURIKI 6 ~Branko Cikatic Memorial~（新木場1st）にて、ロッキー川村と対戦し敗北（プロレスリングマッチ、5分21秒 右フックでKO負け）[11]尚、この大会はコロナ禍の為、無観客試合[12]で行われた（YouTubeで世界生配信）。
- 11月29日、格闘技のおもちゃ箱 ACF 54th ～ HEROES ～（滋賀県・愛荘町立ハーティーセンター秦荘）にて、ミルトン中村（谷柔術）と対戦し勝利（MMA無差別級・時間無制限、1分18秒スタンドパンチからパウンド連打でKO勝ち）[13]。※ブラジル伝統のヴァーリ・トゥードォ形式（今回は、ラウンド・レフェリーストップ・ドクターストップが無く、ギブアップかノックアウトのみで決着）で行われた。
- 12月31日、IMPACT大晦日格闘フェスタ2020～戦士のHATUYUME～王子ベースメントモンスター大会にて、井土徹也と対戦（キックボクシングルール）。3-0で判定負け。

### 2021年
- 1月24日、IMPACT.16～新春CROSS×WARS～高島平区民館大会にて、内田ノボルと対戦（スタンディング特別ルール・投げ技ありの特別ルール）1ラウンドKO負け。
- 2月21日、拳THE道~winter~（東京芸術センター ホワイトスタジオ） 岩坂玲雄と対戦（キックボクシングルール）、3-0判定で勝利。
- 3月14日、ACF 58th 格闘技のおもちゃ箱 平野区民ホールにて、岡本純一朗と対戦（グラップリングルール・120kg契約）。判定負け。
- 4月4日、IMPACT.17～格闘黙示録～（新宿地下闘技場）にて、庵谷"出美流漫"鷹志と対戦（キックボクシングルール）。1ラウンドKO負け（ひざ蹴り）。
- 5月2日、ハードヒット「My name is HARD HIT」（新木場1stリング）にて、関根シュレック秀樹（3ロストポイント制 10分1本勝負）と対戦。ソバットでダウンを奪うものの3分10秒ジャーマンスープレックスでKO負け。
- 5月29日、CHAKURIKI.9パルプノンフィクション（愛媛県・伊予三島運動公園体育館）にて、セミファイナル・石川健太郎とMMAルール・ヘビー級5分2ラウンド（延長1ラウンド）が予定されていたが、新型コロナウィルス感染予防対策（四国中央市内の体育館を原則全館休館）に伴う四国中央市教育委員会の中止要請[14]、を受け、大会中止・延期となった。

又、プロレスと並行してCHAKURIKI、WARDOG、CMA KAISER等のグラップリング、MMAマッチに参戦を続けている。

## 得意技
- ダブルアーム・スープレックス
- みちのくドライバーII
- 各種キック
- ミドルキック
- ローキック
- ソバット
- ハイキック
- 膝蹴り
- サッカーボールキック
- ランニング顔面キック
- 関節・絞め技
- 腕ひしぎ逆十字固め
- ダブルリストロック
- チョークスリーパー
- ヨーロピアン・クラッチ

## 入場曲
- Alive A life（松本梨香）-仮面ライダー龍騎 主題歌
- BLACK SUN（松隈ケンタ）- 仮面ライダーBLACK SUN 劇中歌 ※現在使用中

## タイトル歴
- 闘真グラップリングトーナメント優勝
- USヘビー級王座
- ラテンアメリカ王座
- インターナショナルマーシャルアーツ王座
- UWAインターコンチネンタルタッグ王座
- PWFジュニアヘビー級王座